# Примроуз (Небраска)
Примроуз (англ. Primrose) — селище (англ. village) в США, в окрузі Бун штату Небраска. Населення — 55 осіб (2020).

## Географія
Примроуз розташований за координатами 41°37′26″ пн. ш. 98°14′15″ зх. д. / 41.62389° пн. ш. 98.23750° зх. д. (41.623798, -98.237395).  За даними Бюро перепису населення США в 2010 році селище мало площу 0,72 км², уся площа — суходіл.

## Демографія
Згідно з переписом 2010 року, у селищі мешкала 61 особа в 29 домогосподарствах у складі 17 родин. Густота населення становила 85 осіб/км².  Було 39 помешкань (54/км²).
Расовий склад населення:
| - 96,7 % — білих |

До двох чи більше рас належало 3,3 %. Частка іспаномовних становила 0,0 % від усіх жителів.
За віковим діапазоном населення розподілялося таким чином: 24,6 % — особи молодші 18 років, 59,0 % — особи у віці 18—64 років, 16,4 % — особи у віці 65 років та старші. Медіана віку мешканця становила 39,6 року. На 100 осіб жіночої статі у селищі припадало 134,6 чоловіків;  на 100 жінок у віці від 18 років та старших — 155,6 чоловіків також старших 18 років.
Середній дохід на одне домашнє господарство  становив 51 694 долари США (медіана — 46 563), а середній дохід на одну сім'ю — 54 919 доларів (медіана — 55 625). За межею бідності перебувало 5,1 % осіб, у тому числі 0,0 % дітей у віці до 18 років та 18,8 % осіб у віці 65 років та старших.
Цивільне працевлаштоване населення становило 40 осіб. Основні галузі зайнятості: сільське господарство, лісництво, риболовля — 32,5 %, транспорт — 17,5 %, роздрібна торгівля — 12,5 %.